# Lustración en Polonia
Lustración en Polonia se refiere a la política de limitar la participación de excomunistas, y especialmente informantes de la policía secreta comunista (de los años 1944-1990), en los gobiernos sucesores o incluso en servicio civil puestos. Lustración, "limpieza", deriva del latín lustratio, una ceremonia de purificación romana. El primer proyecto de ley de depuración fue aprobado por el Parlamento polaco ya en 1992, pero fue declarado inconstitucional por el Tribunal Constitucional de la República de Polonia. Luego, varios otros proyectos fueron presentados y revisados por una comisión dedicada, lo que resultó en una nueva ley de depuración aprobada en 1996.

## 1997–2007
En los años 1997-2007, la Oficina del Portavoz de Interés Público se ocupó de la depuración ("Rzecznik Interesu Publicznego"), analizó las declaraciones de depuración y pudo iniciar más procedimientos, incluida la presentación de una solicitud a los tribunales para iniciar un proceso legal de depuración. Las declaraciones pueden verse como formas de confesiones públicas, a través de las cuales los cargos se intercambian por la verdad de manera similar a como se intercambió la amnistía por la verdad en Sudáfrica. Debido a su semejanza con el proceso de verdad y reconciliación de Sudáfrica, el sistema de depuración polaco de la época se considera el más innovador entre todos los modelos de depuración de Europa central y oriental.

## 2007
El 18 de diciembre de 2006, la ley polaca que regula al Instituto de la Memoria Nacional, se modificó y entró en vigor el 15 de marzo de 2007. Este cambio otorgó al instituto nuevas facultades. Las primeras leyes de depuración polacas se aprobaron en 1997; solo desde 2007 involucran oficialmente a IMN, que ahora ha reemplazado a la antigua institución polaca de depuración, el Portavoz de Interés Público. De acuerdo con el Capítulo 5.o revisado de la Ley de 18 de diciembre de 1998 sobre el Instituto de la Memoria Nacional - Comisión para el enjuiciamiento de los delitos contra la nación polaca, la oficina de "Lustración" del Instituto de la Memoria Nacional realiza las siguientes funciones:
1. mantiene el registro de declaraciones de depuración;
2. analiza las declaraciones de depuración y recopila la información necesaria para su correcta evaluación;
3. prepara procedimientos de depuración;
4. notifique a los órganos respectivos sobre el incumplimiento por órganos extrajudiciales de las obligaciones de conformidad con esta Ley;
5. prepara y publica catálogos de documentos que contienen datos personales:

a) producido por este individuo (o con su participación) en relación con sus actividades como informante secreto
b) de cuyo contenido se deduce que los servicios de seguridad consideraban a la persona en cuestión como un informante secreto o un asistente operativo que recopilaba información.
La depuración por parte del IMN sería obligatoria para 53 categorías de personas nacidas antes del 1 de agosto de 1972 y que ocupen cargos de responsabilidad pública significativa, incluidos abogados, notarios públicos, periodistas y trabajadores académicos. Sin embargo, artículos clave de esa ley fueron declarados inconstitucionales por el Tribunal Constitucional de Polonia el 11 de mayo de 2007, lo que hizo que el papel del IMN no estuviera claro y puso en duda todo el proceso. Lo más importante es que se descartó la parte de la ley que habría requerido que unas 700 000 personas de las 53 categorías anteriores presentaran declaraciones sobre si habían espiado para los servicios secretos. Con este cambio clave, el papel de IMN en el proceso de depuración es en la actualidad muy poco claro. Algunos formadores de opinión influyentes y los políticos en Polonia ahora están declarando que, dado que todo el proceso de depuración en el formato antiguo esencialmente ha terminado, los archivos de la policía secreta simplemente deberían abrirse. Otros se oponen a tal medida, argumentando que la divulgación de toda la información personal y confidencial contenida en los archivos causaría un daño inaceptable a personas inocentes.

## Controversia en torno a archivos falsificados e informes policiales falsos
El exjefe de la Oficina de Protección del Estado ("UOP"), el general Gromosław Czempiński, y otros han descrito un proceso mediante el cual se mostraron archivos secretos e informes policiales falsos fueron producidos por el Servicio secreto comunista. Su propósito era socavar la credibilidad de los opositores prominentes del el partido gobernante y muchas otras personas arruinando su buen nombre como individuos privados. contenía falsas revelaciones sobre el trabajo de miembros de la oposición como presuntos informantes de la policía bajo el sistema comunista.  El servicio secreto comunista los usaba con frecuencia, dijo Czempiński, y agregó que a menudo los oficiales que los "firmaron" fueron creados de la nada. El escritor Jerzy Urban señaló que, si estaban disponibles, las firmas de presuntos colaboradores en documentos no relacionados se fotocopiaron y pegaron en documentos falsos antes de su reimpresión.
La presencia de "fałszywkas" en los archivos de la policía secreta hace que el proceso de depuración sea extremadamente delicado en Polonia, lo que ha dado lugar a una serie de casos de calumnia o difamación muy publicitados. Muchos políticos prominentes, como Władysław Bartoszewski (un ex prisionero del campo de concentración de Auschwitz), y el profesor Jerzy Kłoczowski (miembro del Consejo Ejecutivo de la UNESCO), han estado entre sus objetivos. Kłoczowski fue defendido contra un difamatorio SB "fałszywka" por una carta de 2004 publicada en el periódico " Rzeczpospolita", firmada por muchos intelectuales polacos, incluido el profesor Jerzy Buzek, Tadeusz Mazowiecki, Jan Nowak-Jeziorański, profesor Władysław Bartoszewski, profesor Andrzej Zoll, Józef Życiński, Andrzej Wajda, profesora Barbara Skarga, profesor Jan Miodek, profesor Jerzy Zdrada, Aleksander Hall, Władysław Frasyniuk, profesor Adam Galos y Krystyna Zachwatowicz.
El uso extensivo de fałszywka (documentos falsos) en la Polonia comunista fue confirmado durante un caso judicial en 2000 por un documento de 1985 escrito por el Mayor Adam Styliński durante una investigación interna en el Ministerio del Interior. El documento describe cómo se produjeron y difundieron las "fałszywka" durante la ley marcial en Polonia. Lech Wałęsa había sido blanco de informes policiales falsos desde principios de la década de 1970.